# Avenida de Madrid (Lérida)
La avenida de Madrid en Lérida es una vía de doble sentido con 2 carriles en cada uno separados por un muro de hormigón de menos de un metro de altura y árboles a los lados. Comienza en la Rambla de Ferran y puente viejo, cerca se encuentra La Paeria. Sigue paralela al Río Segre y en ella se encuentran algunos de los edificios arquitectónicamente más importantes de la ciudad. Pasando el edificio del CaixaForum, antiguamente Montepío (donde el día 5 de octubre de 2006, la cantante Malú rodó el videoclip de su primer sencillo "Si estoy loca" de su séptimo disco "Desafío"), en el cruce con plaza de España y avenida de Cataluña se encuentra la estación de autobuses, y de ahí su tramo final hasta el Gran Paseo de Ronda.